# Hellevad Sogn (Brønderslev Kommune)
 For alternative betydninger, se Hellevad Sogn. (Se også artikler, som begynder med Hellevad Sogn)
Hellevad Sogn er et sogn i Brønderslev Provsti (Aalborg Stift).
I 1800-tallet var Ørum Sogn anneks til Hellevad Sogn. Begge sogne hørte til Dronninglund Herred i Hjørring Amt. Hellevad-Ørum sognekommune blev ved kommunalreformen i 1970 indlemmet i Dronninglund Kommune, som ved strukturreformen i 2007 indgik i Brønderslev Kommune.
I Hellevad Sogn ligger Hellevad Kirke.
I sognet findes følgende autoriserede stednavne:
- Allerup (bebyggelse, ejerlav)
- Allerup Bakker (areal)
- Bredkær Mark (bebyggelse)
- Dannerhøj (bebyggelse)
- Eskær (bebyggelse)
- Føltved (bebyggelse)
- Glarmose (bebyggelse)
- Hellevad (bebyggelse, ejerlav)
- Holskov (bebyggelse)
- Holskovbæk (bebyggelse)
- Idskov (bebyggelse)
- Katholm (bebyggelse, ejerlav)
- Katholm Mark (bebyggelse)
- Kildedal (bebyggelse, ejerlav)
- Kildedalshuse (bebyggelse)
- Kirkeskov (bebyggelse)
- Klavsholm Mark (bebyggelse)
- Klokkerholm (bebyggelse, ejerlav)
- Krabdrup (bebyggelse, ejerlav)
- Kvindbjerg (bebyggelse)
- Kvindbjerg Høje (areal)
- Kærsigen (bebyggelse)
- Landvadhøj (bebyggelse)
- Langsigen (bebyggelse)
- Lemb (bebyggelse, ejerlav)
- Lemb Mark (bebyggelse)
- Lemb Nørrehede (bebyggelse)
- Lundager (bebyggelse)
- Mølleheden (bebyggelse)
- Møllemark (bebyggelse)
- Røgelhede (bebyggelse, ejerlav)
- Stenbakken (bebyggelse)
- Tangelbjerg (bebyggelse)
- Trøgdrup (bebyggelse, ejerlav)
- Trøgdrup Hede (bebyggelse)